# Bradava
Bradava är ett vattendrag i Tjeckien.   Det ligger i regionen Plzeň, i den västra delen av landet, 80 km sydväst om huvudstaden Prag.